# 天照御祖神社 (大船渡市盛町)
天照御祖神社（あまてらすみおやじんじゃ）は、岩手県大船渡市盛町にある神社。社格は村社。祭神は天照大神。

## 歴史
創立年代不詳。当社は旧号を神明宮と称し、1709年に久伝山より村の中央天神山に遷座再興する。例祭日は太陰暦時代には7月16日であったものを2月16日に変更し、寅・午・戌の年には御輿渡御がなされ、現在まで氏子崇敬者が供奉して神事を執行している。
　古来、旧田茂山村（現在の盛町）一村の総鎮守であったので、江刺県の治政であった1872年（明治5年）2月24日村社に列格。1907年（明治40年）には幣帛供進社に指定される。旧暦廃止後は太陽暦に依って例祭日を定め、現在は4月17日となっている。口碑によれば、元は久伝（屋号）の氏神で久伝山に鎮座されていたもので、現在も跡地が霊地として残されている。久伝は当地方中の旧家・新沼家で、城主葛西氏の臣であった新沼家の一族であるともいわれている。その後、社殿は1943年（昭和17年）に全面改築され、境内共に整備されたが、1976年（昭和51年）の不審火によって社殿の大部分が焼失し、翌年12月に新宮が落成し再建される。

## 天然記念物
- 1972年3月25日、大船渡市から紅ひがん桜2本が天然記念物に指定された[1]。

## 現地情報
所在地
- 岩手県大船渡市盛町字町1番地の4

交通アクセス
- 最寄駅：JR大船渡線・三陸鉄道リアス線 盛駅より徒歩13分
- 三陸縦貫自動車道大船渡インターチェンジより車10分

周辺
- 当社南側には公園が整備されている。